# Holmskioldia sanguinea
Holmskioldia sanguinea là một loài thực vật có hoa trong họ Hoa môi. Loài này được Retz. mô tả khoa học đầu tiên năm 1791. Chúng là loài duy nhất trong chi Holmskioldia.
Trước đây, chi Holmskioldia không phải là chi đơn loài. Sau này, hầu hết các loài trong chi được chuyển qua chi Karomia:
- Holmskioldia gigas Faden = Karomia gigas (Faden) Verdc.
- Holmskioldia speciosa Hutch. & Corbishley = Karomia speciosa (Hutch. & Corbishley) R.Fern. – Southern Chinese hats, wild parasol flower
- Holmskioldia tettensis (Klotzsch) Vatke = Karomia tettensis (Klotzsch) R.Fern. – Cups-and-saucers, wild parasol flower